# Berit Aunli
Berti Aunli, de naixement Berit Kvello i de casament Berit Aunli-Kvello, (Stjørdal, Noruega 1956) és una esquiadora de fons noruega, ja retirada, que destacà a la dècada del 1980.

## Biografia
Va néixer el 9 de juny de 1956 a la ciutat de Stjørdal, població situada al comtat de Nord-Trøndelag. El seu pare, Kristen Kvello, també era esquiador. Es casà amb el també esquiador de fons Ove Aunli.

## Carrera esportiva
Va participar en els Jocs Olímpics d'Hivern de 1976 realitzats a Innsbruck (Àustria), on aconseguí finalitzar en cinquena posició en la prova de relleus 4x5 km, dissetena en la prova de 5 km i divuitena en la prova de 10 quilòmetres. En els Jocs Olímpics d'Hivern de 1980 realitzats a Lake Placid (Estats Units) aconseguí la medalla de bronze en la prova de relleus 4x5 km, finalitzà tretzena en la prova de 10 km i catorzena en la prova de 5 quilòmetres. En els Jocs Olímpics d'Hivern de 1984 realitzats a Sarajevo (Iugoslàvia) aconseguí guanyar la medalla d'or en la prova de relleus 4x5 km i la medalla de plata en la prova de 5 km, a més de finalitzar quarta en la prova dels 10 quilòmetres.
Entre 1977 i 1982 va guanyar 11 campionats nacionals i al llarg de la seva carrera aconseguí guanyar sis medalles en el Campionat del Món d'esquí nòrdic, quatre d'elles en l'edició de 1982.